# Облітки
Облі́тки — село в Україні, у Потіївській сільській територіальній громаді Житомирського району Житомирської області. Населення становить 396 осіб.

## Історія
Дата першої згадки - 1569 рік. 
У праці Тетяни Лютої "До київського документального репозитарію: реєстр вибирання подимного з міста Києва 1571 року" згадується наступне. 
"Року семъдесятъ первого м~сца генвара кв (22) дня. 
Выбранє подымщизны з людеи митрополита его м~лсти в Кие". 
"Село Облетъки
Андреи Благута дымъ дал грш к
Юско Благутич дым дал грш к"

У 1885 році колишнє власницьку село при струмку Вирівки. Дворів 52, мешканців 380, центр волосної управи. До повітового міста 20 верст, постоялий будинок. За 14 верст — німецька колонія Романдорф, 65 мешканців, молитовний будинок, постоялий будинок. За 7 верст — винокурний завод з постоялим будинком. За 6 верст — шкіряний завод. За 10 верст — смоляний завод. За 12 верст — лісопильний завод. За 13 верст — скляний завод.
На 1897 рік в Облітках мешкало 670 осіб (338 чоловіків та 332 жінки), з них православних — 648.
7 листопада 1921 р. під час Листопадового рейду через Облітки проходила кінна сотня Антончика Подільської групи (командувач Сергій Чорний) Армії Української Народної Республіки. Тут у бою з відділком московських військ було тяжко поранено сотника Антончика.
11 листопада 1921 р. під час того ж Листопадового рейду через Облітки проходила Волинська група (командувач — Юрій Тютюнник) Армії Української Народної Республіки.
У 2015 році було ліквідовано облітківську школу.